# Rehu

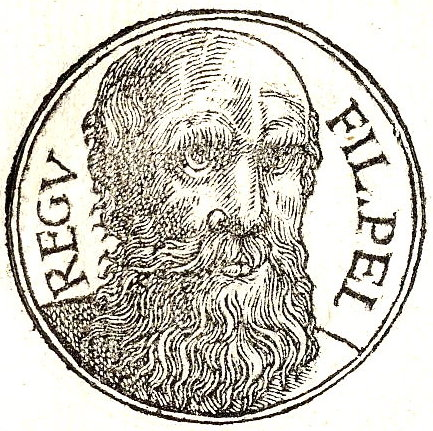
Rehu volgens het Promptuarii Iconum Insigniorum

Rehu of Reü (Hebreeuws:  רְעוּ, "Vriend", mogelijk een verkorte vorm van Rehuel of Reüel, "Vriend van God") was volgens de traditie in de Hebreeuwse Bijbel de zoon van Peleg en de vader van Serug. Daarmee was hij voorouder van Abraham en dus ook van Jezus Christus.